# Гледи Мици
Гледи Мици (алб. Gledi Mici; Тирана, 6. фебруар 1991) албански је професионални фудбалер. Игра на позицији нападача, а тренутно наступа за Приштину. Иако рођен у Албанији, игра за репрезентацију Републике Косово.

## Биографија
Рођен је 6. фебруара 1991. године у Тирани, у тадашњој НСР Албанији. Родитељи су му пореклом из Фјера. Поред албанског пасоша, он има и пасош Сједињених Америчких Држава и у процесу је добијања пасоша Републике Косово.